# Museo del lavoro
Sono solo un attento raccoglitore di prodotti artigianali di qualsiasi tipo e dei loro utensili di lavorazione e solo per salvarli dalla dimenticanza e dalla distruzione per poi lasciarli in un luogo più adatto a testimonianza delle attività dell'uomo»
(Ezio De Felice)
Il Museo del Lavoro di San Potito Ultra nasce dalla donazione De Felice - Sbriziolo, successivamente ampliata da altre donazioni di privati e acquisti da parte dell'amministrazione comunale.
È una raccolta di antichi attrezzi e strumenti di lavoro trasferita dalla Provincia di Avellino al Comune di San Potito dall'architetto Eirene Sbriziolo, allo scopo di realizzare il primo Museo del lavoro in Irpinia.
Il museo si trova nel palazzo settecentesco dei baroni Amatucci dove esiste anche l'archivio della famiglia dei Baroni Amatucci.
Sono presenti inoltre miniature di alcuni mestieri (lo scalpellino, il tipografo, il falegname, il “cucipiatti”, il barbiere, il ferraro) e riproduzioni di  scene di vita materiale, quali l'uccisione del maiale, e la realizzazione di vetrine di vecchi negozi a grandezza reale.

Al Museo del Lavoro è collegata la vecchia ramiera che nel periodo estivo è anche sede di manifestazioni eno-gastronomiche e della tradizione musicale irpina.